# پل چلگرد
پل چلگرد مربوط به دوره پهلوی است و در شهرستان کوهرنگ، بخش مرکزی، شمال غرب شهر چلگرد واقع شده و این اثر در تاریخ ۲۸ شهریور ۱۳۸۶ با شمارهٔ ثبت ۱۹۶۷۹ به‌عنوان یکی از آثار ملی ایران به ثبت رسیده است.